# Château du Breuil (Saint-Paterne-Racan)
 (décembre 2021).
Si vous disposez d'ouvrages ou d'articles de référence ou si vous connaissez des sites web de qualité traitant du thème abordé ici, merci de compléter l'article en donnant les références utiles à sa vérifiabilité et en les liant à la section « Notes et références ».
Pour les articles homonymes, voir Château du Breuil.
Le château du Breuil est un château situé sur la commune de Saint-Paterne-Racan, dans le département d'Indre-et-Loire.

## Historique
La mention la plus ancienne de la seigneurie du Breuil date de 1441.
La famille Royer en est propriétaire au XVIIe siècle.
Au XIXe siècle il appartient à Louis Le Feron, ancien commissaire d'artillerie, et à son épouse Charlotte de Sourdeval.
Il passe ensuite à la famille Roullet de La Bouillerie, également propriétaire du château d'Hodebert sur la même commune.